# Hubert Pierquin
Pour les articles homonymes, voir Pierquin.
Hubert Pierquin est un écrivain français, poète, critique d'art, traducteur et historien de la période anglo-saxonne né le 4 avril 1880 à Paris où il est mort le 4 avril 1934.

## Biographie
Il passe en 1904 un doctorat sur le thème : La juridiction du point d'honneur sous l'ancien régime et le tribunal des maréchaux de France.
Sa traduction du poème de Beowulf, parue en 1912, vise à populariser ce vieux texte anglo-saxon.
Il est l'auteur de La Table d'émeraude (1906), ouvrage de poésie en prose d'inspiration symboliste, de Reflets d'art (1932) pour lequel il a reçu le Prix Charles-Blanc décerné par l'Académie française. Historien, il a publié une Histoire politique de la monarchie anglo-saxonne (1912).

## Œuvres
- La juridiction du point d'honneur sous l'ancien régime et le tribunal des maréchaux de France, 1904.
- La table d'émeraude, 1906.
- Études poétiques et l'art français, 1909.
- Tibur, 1911
- Histoire politique de la monarchie anglo-saxonne (449-1066), 1912
- Recueil général des chartes anglo-saxonnes : les Saxons en Angleterre (604-1061), 1912
- Le poème anglo-saxon de Beowulf, 1912.
- Les institutions et les coutumes des Anglo-Saxons, 1913
- Les lettres, les sciences, les arts, la philosophie et la religion des Anglo-Saxons, 1914.
- Études poétiques sur l'art français, 1929.
- Études poétiques sur l'art étranger et variations sur l'art, 1930.
- L'esthétique de Lamennais, sélections sur l'art et le beau, 1930.
- Fantaisies d’art, 1931
- Reflets d'art, 1931 ; Prix Charles-Blanc.
- Plastique, couleurs et harmonies, 1932.
- Évocations d’art antique, 1932
- Estampes et portraits: essais d'art, 1934.